# Gongsun Long
Gongsun Long (chinês tradicional: 公孫龍, chinês simplificado: 公孙龙, pinyin: Gōngsūn Lóng, Wade–Giles: Kung-sun Lung, ca. 325 a.C. — 250 a.C.) foi um membro da Escola dos Nomes (名家; Míng jiā; Ming-chia; ming=nomes) da China antiga.
É famoso pelo seu diálogo Cavalo branco não é cavalo, considerado um paradoxo, em que defende que "cavalo branco" não é "cavalo", levando a diferentes discussões, tanto sobre o significado do verbo "ser" quanto à diferença entre a palavra "cavalo" e o conceito "cavalo".

## Trabalhos
- 指物論 (Zhǐwù Lùn)
- 通變論 (Tōngbiàn Lùn)
- 堅白論 (Jiānbái Lùn)
- 名實論 (Míngshí Lùn)
- 跡府 (Jifǔ)